# Dzjrutjula
Dzjrutjula (georgiska: ჯრუჭულა) är ett vattendrag i Georgien. Det ligger i den centrala delen av landet, 140 km nordväst om huvudstaden Tbilisi. Dzjrutjula mynnar som högerbiflod i Qvirila.